# Палаццоло-Верчеллезе
Палаццо́ло-Верчелле́зе (итал. Palazzolo Vercellese) — коммуна в Италии, располагается в области Пьемонт, в провинции Верчелли.
Население составляет 1328 человек (2008 г.), плотность населения составляет 102 чел./км². Занимает площадь 13 км². 
Почтовый индекс — 13040. Телефонный код — 0161.
Покровителями коммуны почитаются святой Кай и святая Фаустина, празднование в первое воскресение сентября.

## Демография
Динамика населения:

## Администрация коммуны
Главой коммуны является мэр Бруно Лонго, с 11 июня 2024 года.

## Известные уроженцы
- Биджинелли, Пьетро — итальянский химик.